# Hanka Kupfernagel
Hanka Kupfernagel (Gera, 19 maart 1974) is een Duitse voormalig wielrenster.

## Carrière
Bij de jeugd concentreerde Kupfernagel zich voornamelijk op het wegwielrennen en het baanwielrennen. Zo werd ze in 1991 tijdens de wereldkampioenschappen baanwielrennen voor juniores tweede in de achtervolging. Een jaar later slaagde ze er wel in de titel te nemen, en wist ze ook juniorenwereldkampioen te worden op de weg.
Vanaf 1994 werd ze prof. Ze werd vier keer wereldkampioen veldrijden bij de vrouwen: in 2000, 2001, 2005 en 2008. In 2007 werd ze wereldkampioen tijdrijden op de weg.
Kupfernagel was zes jaar getrouwd en woonde en trainde tot 2001 in Berlijn. Tegenwoordig woont ze samen met de voormalige Duitse kampioen en wereldkampioen veldrijden Mike Kluge, die ook haar manager is. Haar broer Stefan Kupfernagel was eveneens actief als wielrenner.

## Palmares

### Wegwielrennen
1992
- Eindklassement Ronde van Bretagne

1994
- Proloog Berliner Rundfahrt
- 3e etappe Berliner Rundfahrt
- Eindklassement Berliner Rundfahrt
- Rund um den Henninger-Turm
- 1e etappe Essen Etappenfahrt

1995
- 1e etappe Gracia Orlova
- 3e etappe Gracia Orlova
- Eindklassement Gracia Orlova
- Duits kampioen wegwedstrijd, Elite
- Duits kampioen individuele tijdrit, Elite

1996
- Eindklassement Gracia Orlova
- Eindklassement Krasna Lipa Tour
- Duits kampioen individuele tijdrit, Elite
- Forst-Lausitz (ploegentijdrit)

1997
- Eindklassement Emakumeen Bira
- Eindklassement Ronde van Bretagne
- Eindklassement Gracia Orlova
- Duits kampioen wegwedstrijd, Elite
- Eindklassement Krasna Lipa Tour
- Forst-Lausitz (ploegentijdrit)

1998
- Eindklassement Emakumeen Bira
- Eindklassement Ronde van Bretagne
- Proloog Tour de Suisse Féminin
- Söhnlein-Rheingold-Strassenpreis
- Duits kampioen wegwedstrijd, Elite
- Eindklassement Ronde van Polen

1999
- Eindklassement Gracia Orlova
- 3e etappe RaboSter Zeeuwsche Eilanden
- Eindklassement RaboSter Zeeuwsche Eilanden
- Eindklassement Thüringen-Rundfahrt
- Eindklassement Emakumeen Bira
- Waalse Pijl
- Duits kampioen wegwedstrijd, Elite
- Eindklassement Krasna Lipa Tour

2000
- Eindklassement Tour de l'Aude Cycliste Féminin
- Eindklassement Gracia Orlova
- Duits kampioen wegwedstrijd, Elite
- Duits kampioen individuele tijdrit, Elite
- 3e etappe A RaboSter Zeeuwsche Eilanden
- Eindklassement RaboSter Zeeuwsche Eilanden
- Eindklassement Krasna Lipa Tour
- 5e etappe B Holland Ladies Tour

2001
- Dortmund Classic

2002
- Duits kampioen individuele tijdrit, Elite

2003
- Chrono Champenois - Trophée Européen

2007
- 4e etappe A Emakumeen Bira
- Duits kampioen individuele tijdrit, Elite
- 3e etappe Krasna Lipa Tour
- Eindklassement Krasna Lipa Tour
- Ronde van Bochum
- 1e etappe Albstadt
- Wereldkampioenschap tijdrijden, Elite

2008
- Duits kampioen individuele tijdrit, Elite

2009
- 5e etappe Le Tour du Grand Montréal

2010
- 4e etappe Thüringen-Rundfahrt

2011
- 3e etappe Ronde van Tsjechië

2012
- Eindklassement Albstadt
- Proloog Thüringen-Rundfahrt
- GP Oberbaselbiet

### Veldrijden
| Seizoen   | Wereldbeker                                            | Superprestige | DVV trofee | WK  | EK  | DK     | Overige                                        | Totaal aantal zeges |
| --------- | ------------------------------------------------------ | ------------- | ---------- | --- | --- | ------ | ---------------------------------------------- | ------------------- |
| 1999-2000 | Kalmthout                                              |               | Loenhout   | ↑   | NVT | Goud   | Magstadt, Wetzikon                             | 6                   |
| 2000-2001 | Zolder                                                 | Gavere        |            | ↑   | NVT | Goud   | Berlijn, Lutterbach, Milaan, Herford, Wetzikon | 9                   |
| 2001-2002 | Wortegem, Wetzikon                                     |               |            | ↑   | NVT | Goud   | Frankfurt, Lutterbach                          | 5                   |
| 2002-2003 |                                                        |               |            | ↑   | NVT | Zilver |                                                | 0                   |
| 2003-2004 | St. Wendel, Wetzikon, Koksijde, Nommay, eindklassement |               | Loenhout   | ↑   | ↑   | Goud   | Hofstade, Herford, Milaan, Magstadt            | 10                  |
| 2004-2005 | Hofstade, Nommay                                       |               | Oostmalle  | ↑   | ↑   | Goud   | Frankfurt, Herford                             | 8                   |
| 2005-2006 |                                                        |               |            | ↑   | ↑   | Goud   | Berlijn, Magstadt, Frankfurt                   | 4                   |
| 2006-2007 | Kalmthout, Pijnacker, Hofstade, Hoogerheide            |               | Loenhout   | 5e  | ↑   | Goud   | Magstadt, Lorsch                               | 8                   |
| 2007-2008 | Liévin, Hoogerheide                                    |               | Loenhout   | ↑   | DNS | Goud   | Frankfurt                                      | 4                   |
| 2008-2009 | Tabor, Pijnacker, eindklassement                       |               |            | ↑   | ↑   | Goud   | Frankfurt, Antwerpen, Herford                  | 7                   |
| 2009-2010 |                                                        |               |            | ↑   | DNS | Goud   | Nommay, Lorsch                                 | 4                   |
| 2010-2011 |                                                        |               |            | 4e  | 4e  | Goud   | Nommay, Wetzikon, Antwerpen, Tervuren          | 5                   |
| 2011-2012 |                                                        |               |            | DNS | DNS | Goud   | Baden, Frenkendorf                             | 3                   |
| 2012-2013 |                                                        |               |            | DNS | DNS | DNS    | Lorsch, Frankfurt                              | 2                   |
| 2013-2014 |                                                        |               |            | DNF | DNS | Goud   | Lambach, Lorsch                                | 3                   |
| 2014-2015 |                                                        |               |            | DNS | DNS | 4e     |                                                | 0                   |
| 2015-2016 |                                                        |               |            | DNS | DNS | DNS    | Ilnau, Steinmaur                               | 2                   |
|           |                                                        |               |            |     |     |        |                                                |                     |
| Totaal    | 17                                                     | 1             | 5          | 4   | 3   | 13     | 34                                             | 77                  |

### Mountainbiken
1995
- Duits kampioen

2007
- Duits kampioen